# Soberano (2005)
Soberano é um documentário que resgata a história de um marco histórico do cinema brasileiro: o bar-restaurante Soberano do como escritório informal dos profissionais de cinema da Boca do Lixo. Localizado no número 155 da rua do Triunfo, centro da capital paulista, o estabelecimento era parada obrigatória de técnicos, artistas e diretores de cinema entre as décadas de 1960-1980. Era no boteco de pratos-feitos que se planejavam as produções e se distribuíam empregos. Tudo em meio à agitação da área povoada por malandros, prostitutas, travestis pré-silicone e desocupados, que também frequentavam o lugar.

## Boca do Lixo
A história do Soberano se confunde com a da produção cinematográfica da Boca do Lixo. Considerada a “Hollywood Brasileira”, a Boca do Lixo flertou com o cinema marginal nos anos 60 para então abraçar a pornochanchada na década de 70, quando chegou a produzir cerca de 60 dos 90 filmes realizados por ano no Brasil. Apesar da intensa produção (boa parte independente das verbas da Embrafilme) e de ter revelado vários profissionais do cinema nacional, uma considerável parcela da filmografia da Boca do Lixo ainda hoje enfrenta preconceito identificada como uma produção de conteúdo alienante, caráter sexista e de gosto duvidoso feita sob os auspícios da Ditadura militar brasileira.

## Premiações
- Filme eleito um dos dez favoritos do público e um dos três trabalhos vencedores do Prêmio Espaço Unibanco de Cinema na 16ª edição do Festival Internacional de Curtas-Metragens de São Paulo.

## Participação em Festivais
- 9º Festival do Filme Documentário e Etnográfico - forumdoc.bh (2005) 
- Curta Cinema 2005 - Festival Internacional de Curtas do Rio de Janeiro
- 19a Mostra do Audiovisual Paulista  (2005)
- 9a Mostra de Cinema de Tiradentes (2006)
- 10º FAM – Florianópolis Audiovisual MERCOSUL(2006)
- 3º Curta Vídeo Votorantim (2006)
- 4º Curta Santos (2006)

## Ligações Externas
- http://www.barsoberano.com.br/home.html